# ビハール号事件
ビハール号事件（ビハールごうじけん）は、重巡洋艦「利根」がイギリス商船ビハール号撃沈で得た捕虜を1944年3月18日にスマトラ島東方の海上で殺害した事件。利根事件とも呼ばれる。1947年にBC級戦犯裁判（イギリス軍香港裁判）で裁かれた。

## 背景
1944年1月20日、日本海軍南西方面艦隊司令長官高須四郎中将は、インド洋方面海上交通破壊戦を計画し、その作戦命令をシンガポールにおいて発令した。作戦名は「サ第一号作戦」であり、目的は、敵の印豪間海上交通を破壊して敵戦力の低下を図るとともに、敵海上兵力を交通保護に牽制拘束して東方作戦の間接支援を期待し、兼ねて敵船舶の拿捕によって、わが輸送力の増強も図ろうとするものであった。
本作戦では第16戦隊（司令官・左近允尚正少将）が奇襲隊に命じられ、「敵船は之を拿捕し 情況已むを得ざる場合之を撃沈すべし 捕虜は努めて之を獲得するものとす」と指示された。当初、第16戦隊は、重巡洋艦「足柄」（旗艦）及び「青葉」の2隻だったが、足柄の北方転用に伴い、代艦が要請され、第7戦隊所属の重巡洋艦「利根」(艦長・黛治夫大佐)、「筑摩」が臨時に第16戦隊に配属された。

## 事件
1944年3月1日、「利根」は、第16戦隊の旗艦「青葉」や「筑摩」とともにジャワ島のバタビア港を出発。同月9日午前11時頃、インド洋のココス島南西海域で英国商船ビハール号（Behar）を発見した。利根はビハール号を拿捕しようとしたが、ビハール号が指示に応じなかったため、撃沈し、生存者の乗客・乗員80人（約100人、約115人とも）を収容した。
「利根」の報告を受けた第16戦隊の左近允司令官は、「（情報聴取のため）2,3名の捕虜を残し、残りは所定のとおりに速やかに処分せよ」との信号命令を発したとされる。しかし「利根」の黛艦長は、尋問中であることを理由に捕虜を収容したまま6日後の同月15日にバタビアに帰港し、捕虜のうち女性およびインド人を含む15人（ないし約40人、35人）を上陸させた。
同月18日、バタビアで「利根」は、第16戦隊指揮下を脱して第7戦隊に復帰するよう命じられ、シンガポールに向かうため、残る捕虜65名（約60人、80人とも）を艦内に抑留し続けたまま、出航した。バンカ海峡スマトラ島寄りのリンガ湾上まで来たところの海上で、黛艦長は、捕虜全員の殺害を命じ、深夜に捕虜を1人ずつ船艙から甲板上へ連れ出して殺害し、死体を海中に投棄した。

## 裁判
1947年に、イギリス軍香港裁判で左近允と、黛が事件の被告人として起訴された。
捕虜を処分するよう指示したのは左近允だったが、捕虜の殺害が実行されたのは「利根」が第16戦隊の指揮下を離れた後だったため、法廷で、左近允は、「自分が命令したのは作戦中のことであり、作戦後のことは命令していない」と主張し、黛は、「左近允司令官の命令で殺害した」と主張した。被告の陳述や証人の証言もそれぞれ食い違ったが、証人は総じて「司令官は部下の十字架を負うべき」という態度だったとされる。
1947年10月29日に判決が下され、左近允は絞首刑、黛は禁錮7年を宣告された。
1948年1月21日に香港のスタンレー刑務所で左近允の死刑が執行された。
裁判記録では、黛が比較的軽い刑となった理由の一つとして、黛が殺害の命令を改めるよう意見具申し、却下されていたことが挙げられている。

## 関連文献
- Linton, Suzannah (June 2012). “REDISCOVERING THE WAR CRIMES TRIALS IN HONG KONG, 1946–48” (pdf). Melbourne Journal of International Law (en:Melbourne Law School) 13 (1):  1-65 2016年9月9日閲覧。.
- 青山淳平『海は語らない―ビハール号事件と戦犯裁判』光人社、2006年 :ISBN 4769813112